# Albert Hoch
Albert Hoch (* in Neustadt an der Saale; † 26. März 1720) war von 1692 bis 1719 Propst des Augustinerchorherrenstiftes in Heidenfeld.

## Heidenfeld vor Hoch
Hochs Vorvorgänger Propst Andreas IV. Deichmann regierte das Stift, als 1648 der Dreißigjährige Krieg endete. Er begann schnell den Wiederaufbau der heruntergewirtschafteten Gemeinschaft zu organisieren. Deichmann gelang es bald, neue Pfarreien mit Stiftsgeistlichen zu besetzen und entfremdete Klostergüter zurückzuholen. Er war auch der erste infulierte Propst von Heidenfeld. Sein Nachfolger Georg Bauer tilgte die Schulden weiter und baute die Wirtschaftsgebäude wieder auf.

## Leben
Albert Hoch wurde im 17. Jahrhundert in Neustadt an der Saale geboren. Über die Familie des späteren Propstes ist nichts bekannt, es handelte sich wohl um angesehene Bürger der Stadt. Neustadt war Teil des Hochstifts Würzburg und orientierte sich zur Metropole hin. So ist es wahrscheinlich, dass Hoch nach dem Besuch einer sogenannten Lateinschule, wohl in Neustadt, die Universität in Würzburg besuchte, um Theologie zu studieren.
Hoch wurde Chorherr des Stiftes Heidenfeld und stieg innerhalb der Hierarchie der Gemeinschaft schnell auf. Er erlebte auch die letzten Amtsjahre des Propstes Georg Bauer, als dieser viele Bücher für die immer noch zerstörte Klosterbibliothek abschrieben ließ. Als Bauer im November 1692 verstarb, wählten die Stiftskanoniker Albert Hoch zum neuen Vorsteher. Als eine der Amtshandlungen ließ Hoch die Bibliothek wiederherstellen.
Außerdem ließ er die Kirche des Stiftes renovieren und schaffte neue Orgeln für das Gotteshaus an. Im Umfeld der eigentlichen Konventsgebäude entstanden ein Krankenhaus und eine Mühle. Außerdem ließ Hoch die Mauer um die Baulichkeiten vervollständigen. Der Propst förderte auch die Wissenschaften. Der Geschichtsschreiber Sebastian Degen war ebenso Teil der Gemeinschaft, wie der spätere Propst Sigismund Derleth, der sich ebenfalls als Historiograph hervortat.
Im Jahr 1716 wurde das Stift Heidenfeld visitiert und die Chorherren und ihr Propst erhielten ein Lob. Allerdings setzte Bischof Johann Philipp von Greiffenclau zu Vollraths dennoch eine Kommission ein, um Erneuerungen umzusetzen. 1718 teilte man deshalb die Verwaltung und setzte Sigismund Derleth und Jakob Höpfner als Prokuratoren ein. Propst Albert wurde verwarnt, weil er sich wohl dem anderen Geschlecht genähert hatte. Daraufhin verzichtete Hoch im Jahr 1719 auf die Propstei. Er verstarb am 26. März 1720.

## Wappen

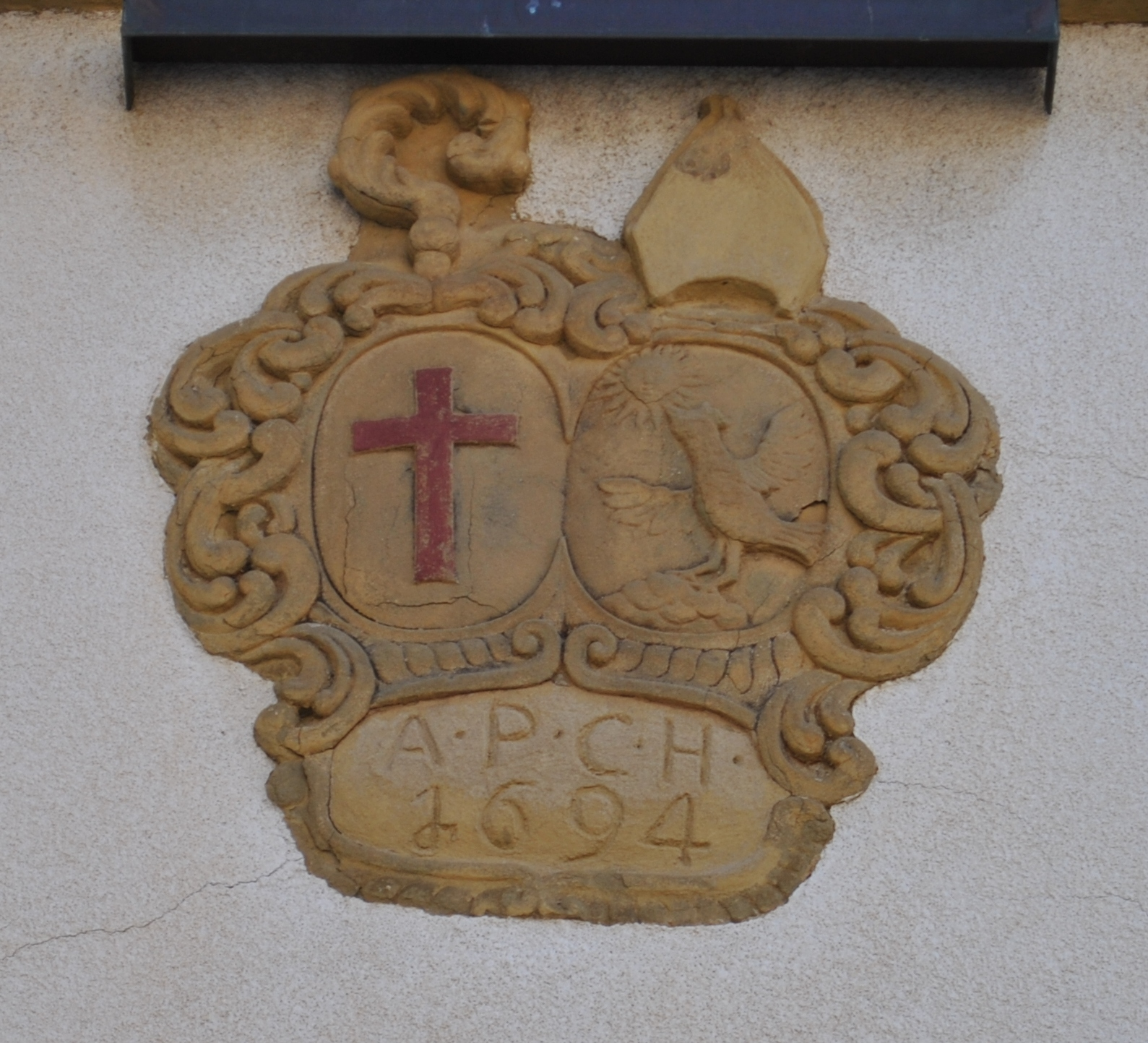
Das Wappen in Wipfeld

Das persönliche Wappen des Propstes Albert Hoch hat sich lediglich in einem der Dörfer erhalten, in der die Stiftsherren den Pfarrer stellten. Es handelt sich um das Pfarrhaus in Wipfeld. Das Wappen ist von einer Mitra geziert und zeigt außerdem das Wappen des Augustinerchorherrenstiftes selbst. Beschreibung: Ein bekrönter, auf einer Wolke stehender Vogel, darüber die Sonne. Es handelt sich um ein redendes Wappen, das auf den Nachnamen Hochs anspielt. Die Tingierung ist unklar.